# Melanomma panici-miliacei
Melanomma panici-miliacei är en lavart som beskrevs av Murashk. 1938. Melanomma panici-miliacei ingår i släktet Melanomma och familjen Melanommataceae.   Inga underarter finns listade i Catalogue of Life.